# Humalkari (ö)
Humalkari är en ö i Finland.   Den ligger i kommunen Gustavs i den ekonomiska regionen Nystadsregionen och landskapet Egentliga Finland, i den sydvästra delen av landet, 200 km väster om huvudstaden Helsingfors.
Terrängen på Humalkari är mycket platt.  I omgivningarna runt Humalkari växer i huvudsak barrskog.